# Yosuke Watanuki
Yosuke Watanuki (nació el 12 de abril de 1998) es un jugador de tenis japonés. Su mejor posición individual en la clasificación ATP fue la 72.º el 30 de octubre de 2023, mientras que en dobles llegó a ser 374.º el 7 de enero de 2019. En su carrera ha ganado cinco títulos a nivel future y uno de categoría Challenger.

## Carrera
A nivel junior logró la 2.ª posición del ranking combinado el 21 de marzo de 2016. Consiguió su primera victoria a nivel ATP en el Torneo de Tokio 2018 tras superar las clasificaciones y vencer en la primera ronda a Robin Haase por 6-7 (7), 6-4, 6-1.  Su primer título Challenger lo obtuvo en Kobe, luego de vencer en la final a su compatriota Yuichi Sugita por 6-2, 6-4.
En 2022 logró llegar a cuartos de final del Torneo de Lyon 2022 luego de ingresar como perdedor afortunado. Primero superó al octavo cabeza de serie, Pedro Martínez, y después a Kwon Soon-woo en octavos. Sin embargo, no pudo llegar a las semifinales tras retirarse luego de perder el primer set contra Alex de Minaur.

## Títulos ATP Challenger

### Individuales (4)
| N.° | Fecha      | Torneo                  | Superficie | Oponente en la final     | Resultado        |
| --- | ---------- | ----------------------- | ---------- | ------------------------ | ---------------- |
| 1.  | 10.11.2019 | Challenger de Kobe      | Dura (i)   | Yūichi Sugita            | 6-2, 6-4         |
| 2.  | 20.11.2022 | Challenger de Kobe      | Dura (i)   | Frederico Ferreira Silva | 6-7(3), 7-5, 6-4 |
| 3.  | 27.11.2022 | Challenger de Yokkaichi | Dura (i)   | Frederico Ferreira Silva | 6-2, 6-2         |
| 4.  | 26.11.2023 | Challenger de Yokohama  | Dura       | Yuta Shimizu             | 7-6(4), 6-4      |